# Fascination (jeu vidéo)
Pour les articles homonymes, voir Fascination.
Fascination est un jeu vidéo d'aventure développé et édité par Coktel Vision en 1991 sur Amiga, Atari ST et DOS. Le jeu a été écrit et dirigé par Muriel Tramis, qui avait précédemment réalisé deux autres jeux teintés d'érotisme, Emmanuelle (1989) et Geisha (1990). Le joueur incarne Doralice, héroïne que l'on retrouve dans Lost in Time (1993).

## Synopsis
Fayard Nichols, bras droit de Jeffrey Miller à la direction du Q.U.L vient de décéder d'une brutale crise cardiaque dans un avion de ligne en provenance de Paris dans les bras du commandant de bord le plus sexy de la ligne Paris-Miami, prénommée Doralice. Il lui remet juste avant sa mort une mallette qui va changer sa belle journée en cauchemar.

## Système de jeu
Fascination fait partie de ces jeux à énigmes dont le système est adapté au plus grand nombre. Toutes les actions disponibles sont contextuelles. Il suffit de cliquer sur un objet pour que l'action qui convient s'applique : prendre, regarder, utiliser, ouvrir, fermer, etc.
Totalement linéaire, le jeu permet de simplement vivre l'histoire de la sensuelle Doralice. Il lui faut souvent mentir, user de ses charmes et surtout faire fonctionner ses méninges pour mener sa petite enquête et résoudre le mystère.

## Images
La mise en scène est originale, les images n'occupent pas toujours la totalité de l'écran, elles sont découpées en ombres chinoises, visage de femme, corps étendu, poignard dégoulinant...
Le scénario est aussi un prétexte pour visiter Miami. On va d'une boutique de lingerie sexy de Coconut Grove à un club de jazz de Little Havana en passant par la célèbre villa Vizcaya.

## Équipe de développement
- Concept : Muriel Tramis
- Programmation : M.D.O.
- Graphisme : Joseph Klyutmans, Yannick Chosse, Rasheed
- Musique : Alain SERY